# Yves-Marie Laulan

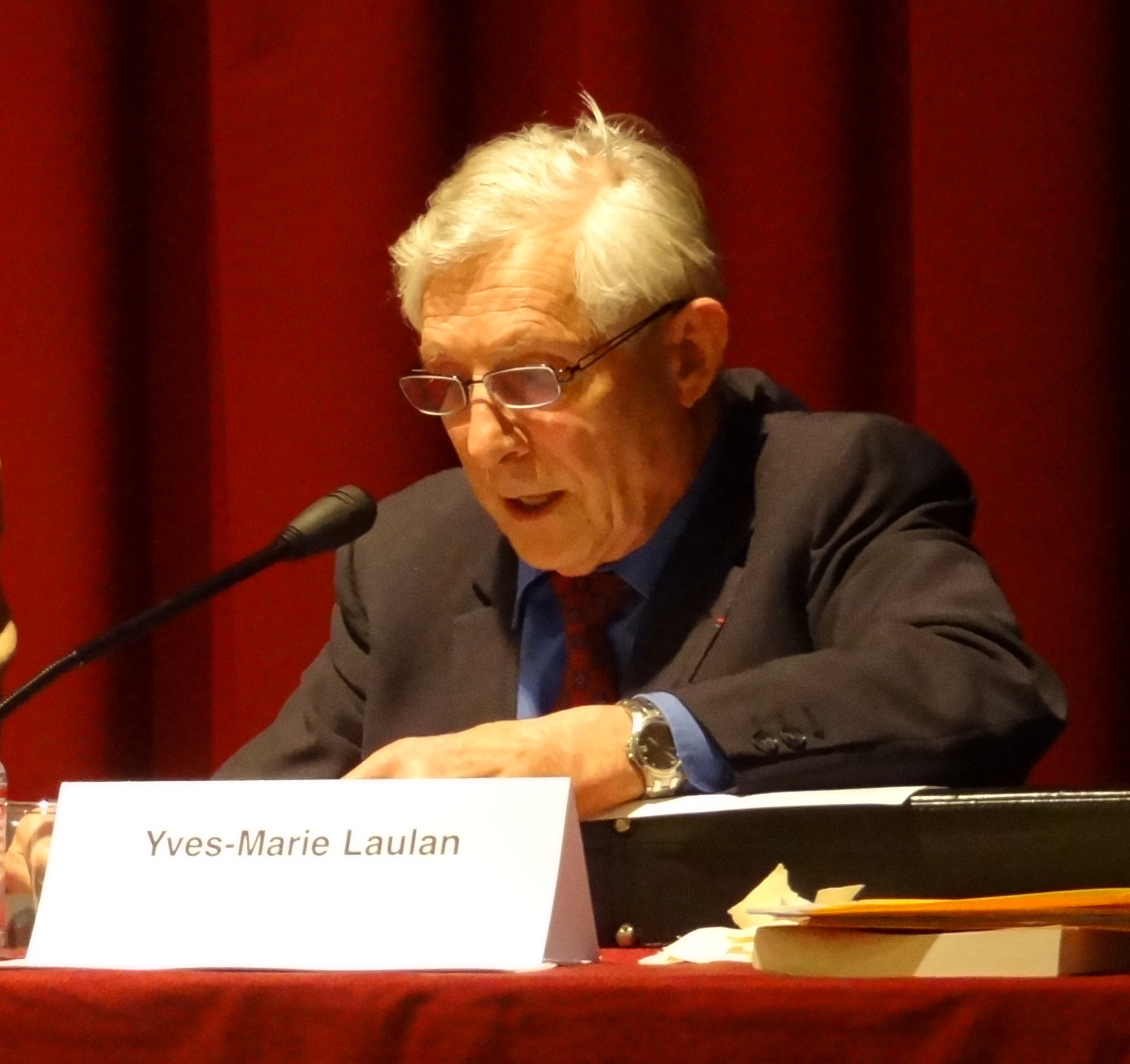
Yves-Marie Laulan

Yves-Marie Laulan (* 1934 in Bordeaux) ist ein französischer Ökonom, Publizist und Politiker. Laulan wurde durch seine Thesen zur demographischen Entwicklung in Deutschland und einer möglichen Balkanisierung Frankreichs bekannt.

## Leben und Werk
Für die Universität von Paris war Laulan als Hochschullehrer für Ökonomie tätig. Unter Jacques Chirac war er als Staatssekretär im Wirtschaftsministerium tätig.
Er arbeitet in verschiedenen Positionen für die Société Générale, Crédit municipal de Paris, den IWF, die NATO und die Weltbank. Laulan ist Direktor des Instituts für Geo- und Bevölkerungspolitik in Paris.
Er ist verheiratet und hat fünf Kinder.

## Positionen
Laulan sieht die europäischen Staaten durch ihre Demografie und die Immigration bedroht. In seinem Buch "Les nations suicidaires (Der Selbstmord einer Nation)" sagt er den Niedergang Frankreichs als Weltmacht voraus. Frankreich würde durch den ungebremsten Zustrom von afrikanischen Migranten "balkanisiert" werden. In seinem Werk "Allemagne. Chronique d'un mort annoncé" (Deutschland. Chronik eines angekündigten Todes) bezeichnete er die demografische Entwicklung in Deutschland als selbstmörderischen Akt. Diese Entwicklung würde Deutschland "unwiderruflich zu einem Tod auf Raten in dreifacher Hinsicht – wirtschaftlich, politisch und kulturell" verurteilen. Für seine Bücher fand sich in Deutschland kein Verleger. In Frankreich wurde er wegen Volksverhetzung und Rassenfeindlichkeit angeklagt, was aber noch als an der Grenze der Meinungsfreiheit befunden wurde.

## Auszeichnungen
- Ritter – Chevalier de la Légion d’Honneur, Ritter der französischen Ehrenlegion
- Chevalier – Ordre national du Mérite, Ritter des französischen Nationalverdienstordens

## Veröffentlichungen (Auswahl)
- Laplanete Balkanisee, 1999, ISBN 2-7178-2111-2
- Les nations suicidaires, 2003, ISBN 2-86839-836-7
- Allemagne : Chronique d'une mort annoncée, 2004, ISBN 2-86839-959-2